# Raúl Lavista
Raúl Lavista Peimbert (bekannt als Raúl Lavista; * 31. Oktober 1913 in Mexiko-Stadt, Mexiko; † 19. Oktober 1980 in Mexiko-Stadt, Mexiko) war ein mexikanischer Komponist und Dirigent, der für seine Arbeit in der Filmmusik während der Goldenen Ära des mexikanischen Kinos bekannt wurde. Er komponierte die Musik für über 500 Filme und trug wesentlich zur Gestaltung der atmosphärischen Tiefe vieler Produktionen dieser Zeit bei. Lavista arbeitete unter anderem mit Regisseuren wie Luis Buñuel zusammen, mit dem er mehrere bedeutende Filme realisierte.

## Leben
Raúl Lavista zeigte schon in jungen Jahren eine ausgeprägte Neigung zur Musik und begann früh, sich intensiv mit Komposition zu beschäftigen. Mit vierzehn Jahren schrieb er seine erste Filmmusik. Seine musikalische Ausbildung begann er bei María Vázquez, Pedro Luis Ogazón und Manuel Barajas. Später setzte er sein Studium an der Escuela de Música der Universidad Nacional de México fort, wo er von renommierten Lehrern wie José Rolón, Manuel María Ponce und Silvestre Revueltas unterrichtet wurde. Diese Ausbildung legte den Grundstein für seine erfolgreiche Karriere als Komponist und Dirigent, die ihn zu einer bedeutenden Figur der mexikanischen Musikszene machte. Seine musikalische Karriere erstreckte sich über mehrere Jahrzehnte, in denen er zu einem der produktivsten und einflussreichsten Filmkomponisten Mexikos wurde. Lavista arbeitete mit vielen namhaften Regisseuren des mexikanischen Kinos zusammen, darunter Roberto Gavaldón und Luis Buñuel. Besonders in der Zusammenarbeit mit Buñuel entstanden einige seiner bekanntesten Kompositionen, die zur filmischen Atmosphäre wesentlich beitrugen.

## Werk

### Filmmusik

#### Kompositionen und Stil
Raúl Lavista war besonders dafür bekannt, düstere und mysteriöse Stimmungen in seinen Filmmusiken zu erzeugen, was sich in Werken wie La otra (1946) zeigt. Seine Kompositionen trugen entscheidend zur atmosphärischen Dichte dieser Filme bei und verstärkten ihre emotionale Wirkung. Zu seinen bekanntesten Soundtracks gehören Los tres huastecos (1948), Rosenda (1948) und Arriba las mujeres (1943), für die er 1948 den Premio Ariel, das mexikanische Pendant zum Oscar, erhielt. Ein zentrales Merkmal von Lavistas Musik war die Integration von Elementen der indigenen und mestizischen Volksmusik Mexikos. Er nutzte entweder direkt übernommene Melodien oder schuf eigene Themen, die stilistisch an die Volksmusik angelehnt waren. Ein herausragendes Beispiel dafür ist seine Arbeit an Animas Trujano (1962), in der er traditionelle Instrumente wie die Huehuetl (Trommel) und die Tzeponazli (Schlitztrommel) einsetzte, um die kulturelle Authentizität der Filmmusik zu unterstreichen. Diese Komposition erlangte auch internationale Anerkennung und wurde in den USA ausgezeichnet Lavista komponierte zudem die Musik für Filme, die sich mit der Mexikanischen Revolution befassten, darunter La bandida und La cucaracha. Für letzteren Film arrangierte er das bekannte Volkslied „La cucaracha“ für ein großes Orchester, was der Musik eine größere Tiefe verlieh und die dramatische Wirkung des Films verstärkte. Obwohl Lavista gelegentlich populäre Lieder anderer Komponisten wie Cuco Sánchez, Gonzalo Curiel und Agustín Lara als Grundlage für seine Filmmusik verwendete, legte er großen Wert darauf, hauptsächlich eigene Kompositionen zu schaffen. Nur in Ausnahmefällen griff er auf die Werke anderer zurück, um die emotionale Resonanz seiner Filme zu intensivieren. Trotz der Herausforderungen, die mit den oft knappen Budgets und engen Zeitplänen der mexikanischen Filmindustrie verbunden waren, komponierte Lavista die Musik für bis zu zwölf Filme pro Jahr. Insgesamt schuf er die Musik für rund 500 Filme, was ihn zu einem der produktivsten und einflussreichsten Komponisten des mexikanischen Kinos machte.

#### Zusammenarbeit mit Luis Buñuel
Raúl Lavista arbeitete mehrfach mit dem Regisseur Luis Buñuel zusammen und komponierte die Musik für einige von Buñuels Filmen. Dazu gehören Una mujer sin amor, Susanna – Tochter des Lasters, El Bruto, der Starke, Abismos de pasión, El río y la muerte, El ángel exterminador und Simón del desierto (1965). In Abismos de Pasión (1954), Luis Buñuels Adaption von Emily Brontës Wuthering Heights, wird die Musik von Richard Wagners Tristan und Isolde, insbesondere das „Liebestod“-Motiv, prominent eingesetzt. Buñuel selbst äußerte zunächst, dass er bewusst 50 Minuten dieser Musik in den Film integriert habe, kritisierte jedoch später Raúl Lavista, den Komponisten, für den übermäßigen Einsatz der Wagner-Musik. Diese widersprüchlichen Äußerungen Buñuels unterstreichen die zentrale Rolle der Musik im Film und zeigen die kreative Spannung zwischen Regisseur und Komponist. In der Filmmusik zu Susana verwendete Raúl Lavista eine romantische Partitur, die von Tschaikowsky und Brahms inspiriert ist. Diese Musik verstärkte die leidenschaftlichen und intensiven Emotionen des Films. Für El ángel exterminador kombinierte er klassische Musikstücke von Beethoven, Chopin und Scarlatti mit Gregorianischen Gesängen und Auszügen aus verschiedenen Te Deum-Kompositionen, um die religiöse und mystische Stimmung des Films zu untermalen. Darüber hinaus nutzte er in diesem Film Saetas und Trommeln, die für die Rituale der Karwoche in Calanda typisch sind, um die spirituelle Dimension der Erzählung zu unterstreichen. Lavistas Kompositionen für Buñuels Filme trugen dazu bei, die erzählerische Spannung und die psychologischen Elemente der Geschichten zu verstärken. Seine Musik wird in der Literatur zu Buñuel wiederholt als ein wichtiger Bestandteil der filmischen Atmosphäre beschrieben.

#### Kompositionen für historische und religiöse Filme
Raúl Lavistas Arbeit erstreckte sich über verschiedene filmische Genres. Besonders bemerkenswert sind seine Kompositionen für Filme, die sich mit historischen und religiösen Themen auseinandersetzen. So schrieb er die Musik für Chilam Balam (1955), einen Film, der sich mit der Geschichte der Maya und der spanischen Eroberung Mexikos beschäftigt. In El Hijo de Cruz Diablo (1941) vertonte er die Geschichte eines Rächers im kolonialen Mexiko, während San Felipe de Jesús (1949) das Leben des ersten mexikanischen Heiligen behandelt. Diese Werke demonstrieren Lavistas Fähigkeit, die Atmosphäre und den historischen Kontext durch seine Musik zu verstärken und damit die filmische Darstellung zu unterstützen.

#### Filmografie (Auswahl)
- Ahí está el detalle (1940)
- El Hijo de Cruz Diablo (1941)
- Mexicanos al grito de guerra (1943)
- Arriba las mujeres (1943)
- Cuando lloran los valientes (1945)
- La otra (1946)
- Angelitos negros (1948)
- Los tres huastecos (1948)
- Rosenda (1948)
- El seminarista (1949)
- La mujer que yo perdí (1949)
- La oveja negra (1949)
- No desearás la mujer de tu hijo (1949)
- San Felipe de Jesús (1949)
- Sobre las olas (1950)
- El bombero atómico (1950)
- Las mujeres de mi general (1950)
- En la palma de tu mano (1950)
- A toda máquina (1951)
- Caballero a la medida (1951)
- La noche avanza (1951)
- Qué te ha dado esa mujer (1951)
- Susana (1951)
- Una mujer sin amor (1951)
- El Bruto (1952)
- El niño y la niebla (1953)
- Abismos de pasión (1954)
- Chilam Balam (1955)
- El río y la muerte (1955)
- Tizoc (1956)
- Animas Trujano (1962)
- El ángel exterminador (1962)
- El señor doctor (1965)
- Simón del desierto (1965)
- El hombre de los hongos (1975)
- Más negro que la noche (1975)
- La bandida
- La cucaracha

### Weitere Werke
- Estampas (1933)
- Triptico pianistico
- Concerto für zwei Klavier und Orchester
- Tuna muerta
- Veracruzana

## Gedenken
Der mexikanische Komponist Mario Lavista schrieb 1981 nach dem Tod Raúl Lavistas Lamento a la muerte de Raúl Lavista für verstärkte Bassflöte solo.